# Христо Ботев (радиостанция, 1941)
„Христо Ботев“ е радиостанция на Задграничното бюро на БРП (к), която излъчва от територията на СССР по време на комунистическото съпротивително движение в България през Втората световна война.
Радиостанция „Христо Ботев“ е създадена по решение на Задграничното бюро на БРП (к). Излъчва с разрешението и радиомощностите на правителството на СССР. Първата ѝ емисия е на 23 юли 1941 г. В нейната работа участват Васил Коларов, Станке Димитров, Фердинанд Козовски, Вълко Червенков, Кирил Лазаров, Карло Луканов, Алексей Шелудко, Рубен Аврамов и други комунистически дейци. Предава многобройни информации за хода на военните действия по фронтовете на Втората световна война. Участва в пропагандната война между силите на Тристранния пакт и СССР. Нейните информации се различават от тези на официалната българска правителствена радиостанция Радио София. Правителството противодейства с радиозаглушаване, а обществените и частните радиоапарати се запечатват и работят само на вълната на Радио София.
В хода на вътрешнополитическия конфликт между силите на Царство България, което е съюзник на Тристранния пакт и комунистическите партизани, предава директивите на Задграничното бюро на БРП (к) за организиране на комунистическото движение в България. На 17 юли 1942 г. по радиостанция „Христо Ботев“ е оповестена Програмата на Отечествения фронт. Излъчванията на радиостанцията са спрени на 22 септември 1944 г.